# The Railway Magazine
The Railway Magazine è una rivista ferroviaria britannica mensile, rivolta al mercato degli appassionati di ferrovie, pubblicata a Londra dal luglio 1897. Dal 2010 è stata, per tre anni consecutivi, la rivista ferroviaria con la più grande diffusione nel Regno Unito, con una vendita media mensile nel 2009 di 34.715 È stata pubblicata da IPC Media fino all'ottobre 2010, con ISSN 0033-8923, e nel 2007 ha vinto il premio "Rivista dell'anno" di IPC. Dal novembre 2010, The Railway Magazine è stato pubblicato da Mortons Media Group Ltd. (Mortons of Horncastle).